# Dimorphanthera clemensiae
Dimorphanthera clemensiae är en ljungväxtart som beskrevs av Herman Otto Sleumer. Dimorphanthera clemensiae ingår i släktet Dimorphanthera och familjen ljungväxter. Inga underarter finns listade i Catalogue of Life.